# Karabin Vaime SSR
Vaime Silenced Sniper Rifle (SSR) (z ang. „wytłumiony karabin wyborowy”) – fiński karabin wyborowy wyposażony w integralny tłumik dźwięku. Karabin produkowany jest w wersjach kalibru 7,62 (Mark 1) i 5,56 mm (Mark 3).

## Opis
Vaime SSR jest bronią powtarzalną, z zamkiem suwliwo-obrotowym, czterotaktowym.
Lufa samonośna, otoczona integralnym tłumikiem dźwięku.
Zasilanie z magazynka o pojemności 5 naboi.
Osada wykonana z tworzywa sztucznego. Z przodu łoża może być montowany dwójnóg.